# Стеностефанус
Стеностефанус (лат. Stenostephanus) — род цветковых растений семейства Акантовые (Acanthaceae). По данным сайта The Plant List род насчитывает 26 видов.

## Избранные виды
- Stenostephanus asplundii
- Stenostephanus blepharorachis
- Stenostephanus harlingii
- Stenostephanus laxus
- Stenostephanus lugonis
- Stenostephanus luteynii